# Gaffelbitter
 Gaffelbitter is een versnapering met als basis kleine stukjes haring die op smaak gebracht zijn, vaak met een alcoholische drank.

## Verkoop en verbreiding
Het product wordt in kleine blikjes aangeboden. In de jaren 1970 was in Nederland het een niet ongebruikelijke lekkernij die in kookboeken werd genoemd, bijvoorbeeld als voorgerecht.
Het inmaken van haring  is in diverse Scandinavische landen gebruikelijk. Het product is dan ook in Scandinavische keukens bekend, zij het  onder iets andere namen: gaffelbitar of gaffelbiter, en wordt bijvoorbeeld in salades verwerkt. In Duitsland heet het Gabelbissen.                                     

## Smaak en houdbaarheid
De in Nederland verkrijgbare gaffelbitter kent of kende diverse smaakvarianten, zoals sherry, madeira of dille. 
Hoewel het product in een blikje wordt aangeboden is het niet lang houdbaar. De toegepaste verhitting is niet voldoende om alle bacteriën te doden; het product behoort derhalve tot de halfconserven. Om de houdbaarheid te vergroten wordt wel zout of benzoëzuur toegevoegd. 
Gaffelbitter heeft  weinig met het tegenwoordige bitter  te maken maar is afgeleid van bijten.

## Bron
- Johannes van Dam (2006) DEDIKKEVANDAM, Nijgh & Van Dittmar, pag. 200-201.